# Lyponia ochraceicollis
Lyponia ochraceicollis is een keversoort uit de familie netschildkevers (Lycidae). De wetenschappelijke naam van de soort werd in 1923 gepubliceerd door Maurice Pic.